# Lejdyszowa
Lejdyszowa – potok w grupie Jawornika w Beskidzie Niskim, prawobrzeżny dopływ Jakusztyny o długości 4,82 km.
Źródła na wysokości ok. 700 m n.p.m., na północno-zachodnich stokach masywu Kanfiniarki. Spływa początkowo w kierunku zachodnim, następnie południowym, a w końcu południowo-zachodnim dość krętą i bezludną dolinką, ograniczoną od zachodu grzbietem biegnącym od Bani Szklarskiej ku Pańskiej Górze.